# Mellempartiet
 Der er for få eller ingen kildehenvisninger i denne artikel, hvilket er et problem. Du kan hjælpe ved at angive troværdige kilder til de påstande, som fremføres i artiklen.

Mellempartiet , betegnelse på en gruppe i Folketinget og Landstinget. Partiet blev dannet i 1866. Dets ledende medlemmer var C.C.V. Nyholm, Marius Gad, Niels Christian Frederiksen, Lars Dinesen og N.J. Termansen. Partiet, som indtog en mellemstilling mellem De Nationalliberale og de tre forskellige venstregrupper, havde en tid omkring 30 medlemmer af Folketinget og udøvede en ikke ringe indflydelse. Ved folketingsvalget i 1872 tabte Mellempartiet en del mandater, og i 1876 opløstes det fuldstændigt.
Mellempartiet blev spøgefuldt kaldet "kammerrådspartiet" pga. dets målgruppe.[kilde mangler]

## Partiets sammensætning
Oprindeligt bestod partiet af to grupper:
- En gruppe bønder, der i 1865 havde støttet Novemberforfatningen fra 1863. Dermed banede de vej for grundlovsrevisionen i 1866.
- En gruppe yngre nationalliberale under ledelse af professor N.C. Frederiksen. Nogle af dem var valgt i blandede land- og bykredse, og de var derfor afhængige af vælgerne på landet.

## Partiets mål
Partiet ønskede at mægle mellem Folketinget og Landstinget. Derfor stræbte partiet efter at blive et stort parti i begge ting, så det kunne overtage regeringsmagten. Da modsætningerne mellem de to ting tværtimod voksede efter 1870, var partiets skæbne beseglet.